# Philippe Douste-Blazy
Philippe Douste-Blazy (nacido el 1 de enero de 1951 en Lourdes) es un político francés conservador del partido Unión por un Movimiento Popular (UMP). Ha ocupado diversos ministerios en el gobierno francés, el último de ellos el de Asuntos Exteriores, hasta el año 2007.
Douste-Blazy es cardiólogo de profesión, y en política sostiene ideas demócratas cristianas. En un principió formaba parte de la Unión para la Democracia Francesa (UDF), pero más tarde se unió a la UMP. Sus principales cargos electos han sido los de alcalde de Lourdes y también de Toulouse.
Estudió medicina en Toulouse, donde consiguió su primer empleo en 1976. Trabajó de cardiólogo en Lourdes y Toulouse, y en 1986 ingresó en la Sociedad Francesa de Cardiología. En 1988 se hizo profesor de medicina en la Universidad de Ciencias de Toulouse.
Comenzó su carrera política en marzo de 1989, siendo elegido alcalde de Lourdes y, en junio del mismo año, miembro del Parlamento Europeo, representando al Partido Popular Europeo. Ese año también fue elegido director nacional de la asociación de investigación contra el aumento del colesterol.
A finales de 1993 fue nombrado ministro-delegado en el Ministerio de Salud, tras haber sido elegido como diputado en el mes de abril. Permaneció en el ministerio hasta las elecciones presidenciales de 1995. En marzo de 1994 fue miembro electo del Consejo General de los Altos Pirineos. En el mes de diciembre pasó a ser el secretario general del partido Centro Democrático y Social.
En enero de 1995, tras la elección de Jacques Chirac como Presidente de la República Francesa, volvió al gobierno como Ministro de Salud y portavoz del gobierno. Cinco meses más tarde pasó a dirigir el Ministerio de Cultura. En junio, también fue elegido alcalde de Lourdes, y a finales del mes de noviembre fue nombrado secretario general de Fuerza Democrática.
En junio de 1997, el retroceso en los resultados de los conservadores en las elecciones generales, le hizo perder su cargo en el Ministerio de Cultura, pero fue renombrado diputado de los Altos Pirineros y presidente del grupo parlamentario de la UDF en la Asamblea Nacional Francesa. Durante la campaña electoral fue herido cuando un desequilibrado mental le apuñaló en la espalda en Lourdes. El agresor resultó ser un refugiado albanés que ya había intentado atentar contra Douste-Blazy en 1992.
Su elección como alcalde de Toulouse se produjo en 2001, hasta que renunció en 2004 para ocupar nuevamente la dirección del Ministerio de Salud. En noviembre de 2004 también fue nombrado Ministro de Familia, hasta el 2 de junio de 2005, fecha en que abandonó sendos ministerios, para dirigir el de Asuntos Exteriores hasta el año 2007.